# Patrobini
De Patrobini zijn een tribus van de loopkeverfamilie (Carabidae). De wetenschappelijke naam is voor het eerst geldig gepubliceerd in 1837 door William Kirby.

## Geslachten
- Apatrobus Habu et Baba, 1960
- Archipatrobus Zamotajlov, 1992
- Chaetapatrobus Lafer, 1996
- Chinapenetretus Kurnakov, 1963
- Deltomerodes Deuve, 1992
- Deltomerus Motschulsky, 1850
- Dimorphopatrobus Casale et Sciaky, 1994
- Diplous Motschulsky, 1850
- Himalopenetretus Zamotajlov, 2002
- Ledouxius Zamotajlov, 1992
- Minipenetretus Zamotajlov, 2002
- Minypatrobus Ueno, 1955
- Naxipenetretus Zamotajlov, 1999
- Parapenetretus Kurnakov, 1960
- Patanitretus Zamotajlov, 2002
- Patrobus Dejean, 1821
- Penetretus Motschulsky, 1865
- Platidiolus Chaudoir, 1878
- Platypatrobus Darlington, 1938
- Prodiplous Zamotajlov et Sciaky, 2006
- Qiangopatrobus Zamotajlov, 2002
- Quasipenetretus Zamotajlov, 2002